# Lưu Quân (Bắc Hán)
Hán Duệ Tông Lưu Quân (chữ Hán:汉睿宗劉鈞; 926–968), tên khai sinh là Lưu Thừa Quân (劉承鈞), là một nhà vua thứ hai của Sa Đà thời Bắc Hán. thủ đô của ông nằm tại Thái Nguyên, Sơn Tây. Ông là con trai của Lưu Mân. Vào năm 951, sau khi cái chết của anh trai ông (Lưu Uân), ông trở trành người thừa kế của cha ông. Trong năm 960, nhà Hậu Chu bị lật đổ và thay thế  cho nhà Tống. Ông được đặt tên tôn hiệu là Duệ Tông và là Hiếu Hoà Hoàng Đế sau khi ông mất.

## Tiểu Sử
Lưu Thừa Quân nhân cách hiếu thuận, thích đọc sách, giỏi thư pháp , đời Bắc Hán Sở vương bảy năm (954 năm), Lưu Mân mất, Lưu Thành Quân Được Nhà Liêu tôn phong làm Hoàng đế kế vị, không thay đổi triều đại , đổi niên hiệu là Kiền Hựu (乾祐). Tháng sáu. Trong bảng trên, khi Hoàng đế Liêu tự xưng là "Hoàng Đế Đai Liêu ", khi Hoàng đế Liêu ban hành chỉ dụ luôn gọi ông là "Hoàng đế".
Sau khi Lưu Thừa Quân lên ngôi, ông siêng năng trị quốc, thương dân, được các học giả và quan lại kính trọng , phong 'Quách Vô Vĩ làm tể tướng, giảm bớt các cuộc xâm lăng của phương nam nên lãnh thổ khá ổn định. Tuy nhiên, Lưu Thừa Quân không được tôn trọng như cha mình khi ông phục vụ cho Vương quốc Liêu, vì vậy sự trợ giúp của Vương quốc Liêu đã giảm đi trong thời gian sau đó của triều đại của ông.
Năm 957, Lưu Thừa Quân thay đổi nên hiệu Thiên Hội (天会)  . Ngày mười hai năm (968) qua đời vì bệnh, thái tử và hoàng đế, được Thờ tại chùa Ruizong , cháu trai của Lưu Mân cũng là con nuôi của Lưu Thừa Quân là Lưu Kế Ân và Lưu Kế Nguyênlên ngôi.